# A130 (Росія)
Автошлях А130 — автомобільна дорога федерального значення від Москви до кордону з Білорусією, через Рославль.
Це одна з найстаріших шосейних доріг Росії, її збудували за Миколи I (саме як шосейну дорогу за термінологією того часу). На той час вона обслуговувала як західний (на Варшаву), так і південний (на Київ) напрямок.
Траса починається від кордону Москви і Калузької області, далі йде по Калузької області, перетинаючи Московське велике кільце А108 районі села Вороб'ї (96-й км) і магістраль М3 в районі Обнінська, далі через міста Малоярославець, Мединь (перетин з P93 на Калугу), Юхнов (перетин з  Вязьма — Калуга), на 278-км йде відгалуження на Брянськ (P68, через Людинове, Кіров). На 296-км відгалужується автошлях P96 на Починок, через Спас-Деменськ, Єльню.
Далі йде Смоленською області через Єкимовичі (з перетином траси на Десногорськ 6 км), Рославль (перетин з Р120), закінчується в районі села Сірий Камінь Шум'яцького району. Далі йде як білоруська автошлях Р43 на Кричев.

## Історія дороги
У селі Хрести перетиналося зі Старою Калузькою дорогою.
У селі Хрести шосе йде Варшавською дорогою, що йшла з Подільська від Кримського тракту до західних кордонів Російської імперії.
Відповідно до постанови Уряду РФ № 928 від 17.11.2010 р. дорозі присвоєно новий номер А130. Колишній номер (А101) застосовувався до 31 грудня 2017 року включно.

## Стан дороги
З 2010 по листопад 2014 проводився місцевий ремонт дороги із заміною покриття на ділянках Малоярославец — Юхнов — Новоолександрівський, а також ремонт мостів з організацією реверсивного руху.